# Václav Krška
Václav Krška, né le 7 octobre 1900 à Písek (alors en Autriche-Hongrie) et mort le 17 novembre 1969  à Prague, est un réalisateur et scénariste tchécoslovaque, également poète et écrivain.

## Liminaire
Surnommé le « poète du cinéma tchèque », Václav Krška est un cinéaste classique qui a réalisé des adaptations cinématographiques d'œuvres littéraires, ainsi que des films biographiques romancés sur des personnalités tchécoslovaques du monde scientifique et culturel comme le violoniste Josef Slavík, le scientifique et inventeur Josef Božek (en), l'écrivain Alois Jirásek, le peintre Mikoláš Aleš et le compositeur Bedřich Smetana dont il adaptera en 1956 l'opéra Dalibor.

## Biographie
Václav Krška aborde le cinéma peu avant ses 40 ans avec Un été ardent qu'il coréalise en 1939 avec František Čáp. Sa première réalisation est Le Fleuve enchanteur / La Rivière magique en 1945. Après avoir réalisé plusieurs films biographiques, il réalise deux films empreints de poésie lyrique, La Lune sur la rivière (1953) et La Brise argentée (1954). Il réalise en 1958 Hic sunt leones, un film traitant de sujets contemporains qui sera fort critiqué, et, en 1964, une comédie originale, La Comédie du loquet. Alors que la Nouvelle Vague tchécoslovaque voit l'éclosion d'un autre cinéma, il réalise un retour aux thèmes de sa première période avec Les Eaux printanières en 1968.

## Filmographie sélective
Václav Krška a réalisé 31 films entre 1939 et 1969.
- 1939 : Un été ardent, coréalisation avec František Čáp
- 1945 : Le Fleuve enchanteur / La Rivière magique
- 1953 : La Lune sur la rivière
- 1954 : La Brise argentée
- 1956 : Dalibor
- 1956 : Labakan
- 1956 : Legenda o lásce
- 1958 : Hic sunt leones (Zde jsou lvi)
- 1959 : The Way Back (Cesta zpátky)
- 1964 : La Comédie du loquet (Komedie s Klikou)
- 1968 : Les Eaux printanières